# 蔣昇
蔣昇（1458年—？），字賓暘，湖廣永州府祁阳县人，民籍。明朝政治人物。

## 生平
成化二十二年湖广乡试第三十一名举人，二十三年（1487年）联登丁未科會試第三十六名，三甲四十五名進士。弘治十一年（1498年）任順天府東安縣知縣。

## 家族
曾祖蔣貴卿；祖父蔣富一；父蔣亮，府通判。母曾氏；繼母呂氏。具庆下。弟冕、昂、冔、暹、昪、晟、暠、春、昕、曅。